# Гогиберашвили, Гога
Гога Гогиберашвили (груз. გოგა გოგიბერაშვილი, род. 28 сентября 1990) — грузинский борец греко-римского стиля, призёр чемпионатов Европы.

## Биография
Родился в 1990 году. В 2017 году стал бронзовым призёром чемпионата Европы.